# Márcia Imperator
Pour les articles homonymes, voir Imperator.
Márcia Maria Imperator (née le 1er mars 1974) est une actrice, mannequin, personnalité de la télévision et actrice de films pour adultes brésilienne.

## Contexte
Née à Bela Vista do Paraíso, elle a commencé sa carrière en participant à plusieurs épisodes de la série comique Rede Globo Zorra Total, puis est apparue dans l'émission de Rede Gazeta Programa Sérgio Mallandro en 2003,. Elle a gagné en notoriété en participant à l'émission télévisée de fin de soirée Eu Vi na TV animée par João Kléber de RedeTV!, dans le segment Teste de Fidelidade .
Après la fin de l'émission en 2005, elle est entrée dans l'industrie pour adultes avec le film Fidelidade à prova, et a ensuite joué dans plusieurs films pornographiques, principalement pour la société Brasileirinhas. En 2008, elle rejoint le casting de Zorra Total.
Imperator a également posé pour plusieurs couvertures de magazines masculins, tels que Premium et Ele & Ela.